# Colin White
John Colin White (New Glasgow, 12 dicembre 1977) è un ex hockeista su ghiaccio canadese di ruolo difensore che ha giocato nella National Hockey League. In carriera ha vestito la maglia dei New Jersey Devils e dei San Jose Sharks.

## Carriera
White dopo essere cresciuto nella squadra della sua città militò nella Quebec Major Junior Hockey League, lega giovanile di cui vinse due titoli, con le maglie dei Laval Titan e degli Hull Olympiques. Nel 1996 fu scelto in 49ª posizione assoluta dai New Jersey Devils.
Trascorse le sue prime tre stagioni da professionista nella formazione affiliata ai Devils in American Hockey League, gli Albany River Rats, dove raccolse 57 punti in 223 partite disputate. White debuttò in National Hockey League al termine della stagione 1999-2000, partecipando con successo alla conquista della Stanley Cup. Il suo miglior rendimento dal punto di vista offensivo fu quello nella stagione 2000–2001, dove White raccolse 20 punti, aiutando i Devils a raggiungere la seconda finale consecutiva.
Durante la fase di preseason 2007–08, White fu colpito da un grave infortunio all'occhio. Il 19 settembre in occasione di un allenamento John Madden diede il paleo al rookie Nicklas Bergfors, il quale con il suo tiro colpì la stecca di White, facendo deviare il disco vicino all'occhio destro del giocatore. White fu in grado di ritornare sul ghiaccio il 21 novembre, in occasione del successo dei Devils per 2-1 contro i Pittsburgh Penguins. Nonostante la visibilità limitata dell'occhio destro White fu in grado di giocare per oltre 17 minuti, bloccando 2 tiri e compiendo sei dei quindici contrasti di gioco della sua squadra. White ritornò velocemente ad occupare il suo ruolo da difensore titolare dei Devils, indossando una visiera protettiva sul suo casco.
Nella stagione 2008-09 White disputò un totale di 71 partite, concludendo l'anno con una rete, 17 assist e una valutazione plus/minus di +18, in una delle sue migliori stagioni dal punto di vista statistico. White si caratterizzò nella permanenza ai Devils per il ridotto numero di minuti di penalità, così come per il ridotto contributo realizzativo. Dal 2005 al 2009 Colin White ricoprì il ruolo di capitano alternativo.
Il 1º agosto 2011 White fu messo sul mercato dai New Jersey Devils insieme a Trent Hunter. Il giorno successivo la squadra rinunciò all'ultimo anno di contratto valido con il giocatore. Il 3 agosto White fu ingaggiato dai San Jose Sharks con un contratto di un anno dal valore di 1 milione di dollari

## Palmarès

### Club
- Stanley Cup: 2

New Jersey: 1999-2000, 2002-2003
- Quebec Major Junior Hockey League: 2

Hull: 1994-1995, 1996-1997
- Memorial Cup: 1

Hull: 1997

### Individuale
- NHL All-Rookie Team: 1

2000-2001
- QMJHL  All-Rookie Team: 1

1995-1996